# Marcel the Shell with Shoes On (cortometraje)
Marcel the Shell with Shoes On es un cortometraje de falso documental animado en stop-motion estadounidense de 2010 dirigido por Dean Fleischer-Camp, quien coescribió el guion con Jenny Slate. La película cuenta la historia de Marcel (con la voz de Slate), una concha marina antropomórfica equipada con un solo ojo saltón y un par de zapatos en miniatura.
El cortometraje se estrenó en cines en AFI FEST 2010, donde fue premiado como Mejor Cortometraje de Animación y fue una selección oficial del Festival de Cine de Sundance 2011. Ganó los premios del Gran Jurado y del Público en el Festival Internacional de Cine Infantil de Nueva York de 2011.
Se estrenaron dos cortos adicionales en 2012 y 2014, respectivamente, y en 2021 se estrenó un largometraje.

## Secuelas
Una secuela, "Marcel the Shell with Shoes On, Two", se publicó en YouTube el 14 de noviembre de 2011. Una tercera película, "Marcel the Shell with Shoes On, Three", se publicó el 20 de octubre de 2014. Cada uno iba acompañado de un libro de cuentos vinculado con Marcel.

## Adaptación de largometraje
Slate y Fleischer-Camp anunciaron en 2014 que planeaban crear una película más larga sobre el personaje. El largometraje, Marcel the Shell with Shoes On, se estrenó en el Festival de Cine de Telluride el 3 de septiembre de 2021 y está protagonizado por Jenny Slate, Thomas Mann, Isabella Rossellini y Rosa Salazar.